# Donagh MacDonagh
Pour les articles homonymes, voir McDonagh.
Donagh MacDonagh (12 novembre 1912 - 1er janvier 1968) est un écrivain et juge irlandais. 

## Biographie
Fils du poète Thomas MacDonagh et de Muriel MacDonagh, il naît à Dublin le 12 novembre 1912. Alors qu'il n'est encore qu'un enfant, son père est exécuté par les Anglais en 1916. Peu après, sa mère meurt dans un accident de natation. MacDonagh suit ses études au Belvedere College et University College Dublin. En 1935, il est nommé avocat. En 1941, il devient juge. Il exerçait encore dans les cours métropolitaines de Dublin à sa mort le 1er janvier 1968. 
Il est marié deux fois - sa première épouse est morte - et a quatre enfants de ses deux mariages.

## Œuvres
Il a édité deux volumes de poésie : 
- 1947 - Hungry Grass (Herbe Affamée), 1947
- 1969 - A Warning to Conquerers (Un Avertissement aux Conquérants), 1969.

- 1958 - Il a aussi rédigé le livre d'Oxford des vers irlandais (1958) avec Lennox Robinson.
- Une pièce de théâtre, Happy as Larry, traduite en plusieurs langues.